# Pablo Fornals
Artikeln följer den spanska namnseden; faderns efternamn är Fornals och moderns efternamn Malla.
Pablo Fornals Malla, född 22 februari 1996, är en spansk fotbollsspelare som spelar för Real Betis. Han spelar främst som offensiv mittfältare. Fornals har tidigare spelat för Málaga, Villarreal och West Ham United. Han har även representerat Spaniens landslag.

## Klubbkarriär

### Málaga
Fornals kom till Málaga CF:s ungdomslag 2012, som 16-åring, från CD Castellón. Han gjorde sin seniordebut för reservlaget i Tercera División under säsongen 2014/2015.
Fornals debuterade för A-laget i La Liga den 26 september 2015 i en 0–0-match mot Real Madrid. Två månader och två dagar senare gjorde han sitt första mål i en 2–2-match mot Granada.
Den 4 december 2016 gjorde Fornals två mål i en 2–2-match mot Valencia.

### Villarreal
Den 24 juli 2017 värvades Fornals av Villarreal, där han skrev på ett femårskontrakt.

### West Ham United
Den 14 juni 2019 värvades Fornals av West Ham United, där han skrev på ett femårskontrakt. Fornals gjorde sin Premier League-debut den 10 augusti 2019 i en 5–0-förlust mot Manchester City, där han blev inbytt i halvlek mot Michail Antonio.

### Real Betis
Den 1 februari 2024 värvades Fornals av Real Betis, där han skrev på ett 5,5-årskontrakt.